# Strobilomonas
Strobilomonas, monotipski rod glaukofita, dio porodice Glaucocystaceae. Jedina je vrsta slatkovodna alga S. cyaneus